# Baridabad, Bidar
Baridabad là một làng thuộc tehsil Bidar, huyện Bidar, bang Karnataka, Ấn Độ.